# Ред Баттонс
Ред Баттонс (англ. Red Buttons; 5 лютого 1919, Нью-Йорк, США — 13 липня 2006, Лос-Анджелес
, США) — американський актор і комік, лауреат премії «Оскар» в 1958 році.

## Біографія
Ред Баттонс, уроджений Аарон Хват (англ. Aaron Chwatt), народився в Нью-Йорку в родині єврейських іммігрантів. З 16 років працював портьє в одній з таверн Бронкса, де через свій вигляд рудоволосого молодика в строгому костюмі, отримав прізвисько «руді ґудзики» (англ. «Red buttons»), яке він згодом використав як свій псевдонім.
З 1939 року Баттонс виступав у водевілях, а на 1941 був намічений його дебют на Бродвеї в комедійній постановці про Перл-Харборі, але після атаки японців на цю базу, шоу на Бродвеї так і не було поставлено. Через рік все ж з'явився на бродвейській сцені в постановці «Вікі» з Утой Хаген у головній ролі. 1943 року Ред Баттонс з'явився в успішному бродвейському шоу «Крила перемоги», поряд з такими початківцями зірками як Маріо Ланца, Карл Молден і Джон Форсайт. Роком пізніше він так же виконав свою роль в екранізації цього шоу, режисером якої виступив Джордж К'юкор.
У роки Другої світової війни актор брав участь у різних розважальних програмах для американських військ у Європі.
На початку 1950-х він був провідному власного телевізійного шоу, яке з успіхом транслювалося протягом трьох років. Його коронна фраза з шоу «дивні речі відбуваються», була дуже популярна в громадському лексиконі в середині 1950-х.
Великим контрастом на тлі його попередніх робіт стала роль у військовій драмі «Сайонара» (1957). Баттонс зіграв там американського льотчика, що дислокується в японському місті Кобе в роки корейської війни, який закохується в місцеву мешканку (у виконанні Міесі Умекі), але через правила воєнного часу вони не можуть бути разом. Обидва актори отримали за свої ролі премії «Оскар» в акторських номінаціях другого плану. Після цього успіху були нові ролі в таких фільмах як «Найдовший день» (1962), «Загнаних коней пристрілюють, чи не так?» (1969), «Пригода „Посейдона“» (1972) і «Дракон Піта» (1977). Ред Баттон так само продовжував успішні виступи на телебаченні, де його активна робота у результаті була відзначена зіркою на Голлівудській алеї слави.
Ред Баттонс тричі був одружений і став батьком двох дітей від третього шлюбу. Актор помер у липні 2006 року від серцево-судинної хвороби у своєму будинку в передмісті Лос-Анджелеса у 87 років.

## Фільмографія
- 1962 — Гатарі! / Hatari!
- 1969 — Загнаних коней пристрілюють, чи не так? / They Shoot Horses, Don't They?
- 1972 — Пригоди «Посейдона» / The Poseidon Adventure
- 1977 — Дракон Піта / Pete's Dragon
- 1982 — Не всі вдома / Off Your Rocker
- 1990 — Швидка допомога / The Ambulance
- 1994 — Це могло трапитися з вами / It Could Happen to You
- 1999 — Історія про нас / The Story of Us